# Ducetiini
Ducetiini – plemię owadów prostoskrzydłych z rodziny pasikonikowatych i podrodziny długoskrzydlakowych. Rodzajem typowym jest Ducetia.

## Zasięg występowania
Przedstawiciele tego plemienia występują w Afryce, wsch. Azji, płn.-wsch. Australii oraz zach. Oceanii. 

## Systematyka
Do Ducetiini zaliczanych jest 85 gatunków zgrupowanych w 11 rodzajach:
- Abaxisotima
- Agnapha
- Bulbistridulous
- Ducetia
- Kuwayamaea
- Noia
- Paraducetia
- Paragnapha
- Prohimerta
- Shirakisotima
- Subibulbistridulous